# Segismundo Moret y Prendergast

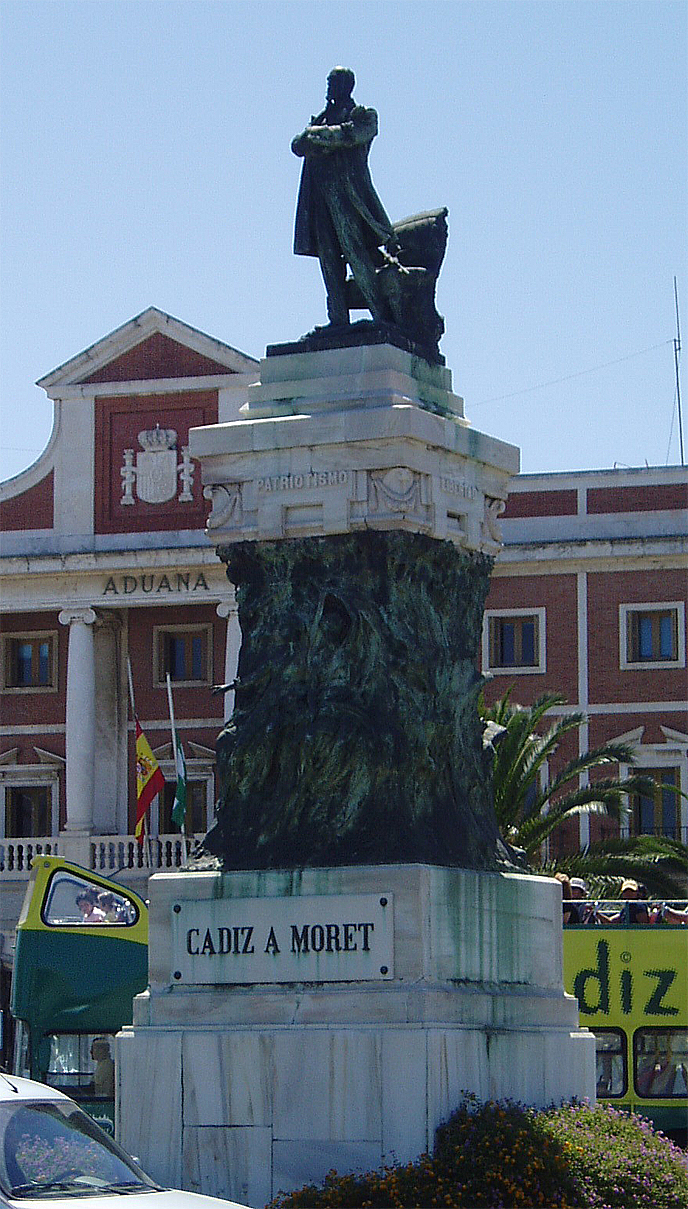
Estàtua de Moret a Cadis

Segismundo Moret y Prendergast (Cadis, 2 de juny de 1836 – Madrid, 28 de gener de 1913) va ser un hisendat, literat i polític espanyol.
Durant el regnat d'Amadeu I d'Espanya va ser ministre d'Ultramar i ministre d'Hisenda; durant el regnat d'Alfons XII, ministre de Governació; durant la regència de Maria Cristina d'Habsburg-Lorena, ministre d'Estat, ministre de Foment, novament ministre de Governació i ministre d'Ultramar; i finalment, durant el regnat d'Alfons XIII, ministre de Governació, president del Consell de Ministres i president del Congrés dels Diputats.

## Orígens
Va estudiar dret en la Universitat Central de Madrid on en 1858 va obtenir la càtedra d'Institucions d'Hisenda. El seu origen gadità i les seves relacions familiars i de negocis amb la Gran Bretanya el predestinaven a ser, com va ser, un actiu defensor del lliurecanvisme.
En 1863 va ser escollit diputat independent per Almadén (Ciudad Real), escó al qual aviat renunciaria. Va ser reelegit, per Ciudad Real en aquesta ocasió, en 1869 després del triomf de la Revolució de 1868 i va col·laborar en la redacció de la Constitució Espanyola de 1869.

## Abolició de l'esclavitud
Va ser ministre d'Ultramar en el gabinet presidit pel general Prim (1870). Durant la seva gestió es va abolir l'esclavitud a Puerto Rico, que va quedar limitada a la llibertat de ventres, coneguda com a Llei Moret, de 4 de juliol de 1870 i va promoure un text constitucional per a Puerto Rico. Poc després va ser nomenat ministre d'Hisenda en el gabinet de Prim (1869) i en acabat en el govern de Topete (1870). Va haver de dimitir al cap de poc a causa de certes irregularitats de gestió en dues concessions de tabac.

## Ambaixador i ministre liberal

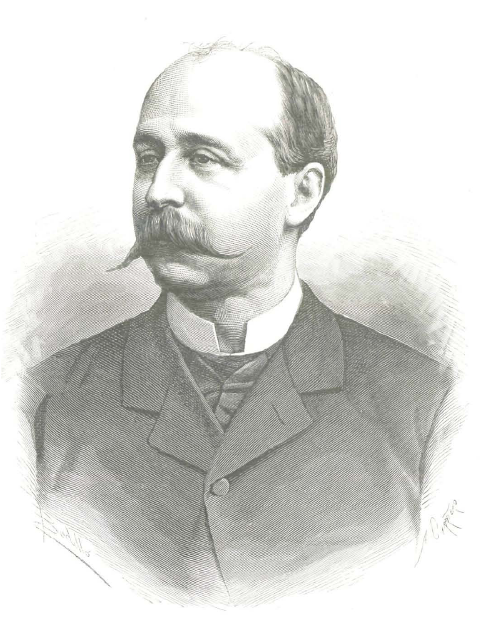
Retrat de Moret a La Ilustración Española y Americana (1881).

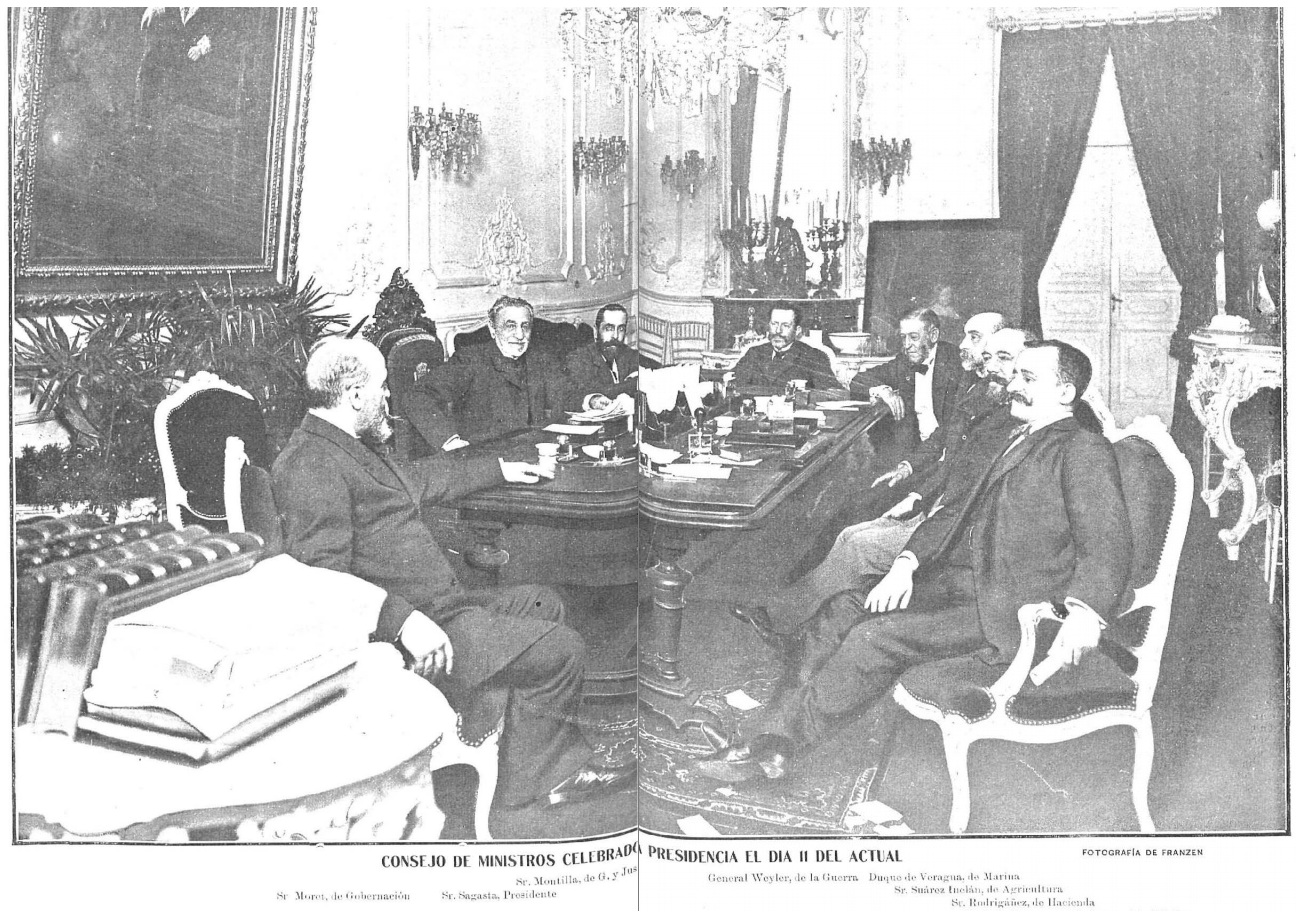
Consell de ministres de Sagasta en 1902, amb Moret, a l'esquerra com a ministre de Governació; fotografia de Franzen.

Nomenat ambaixador en Londres en 1871, hi va fixar la seva residència després de la seva dimissió com a ambaixador, per dirigir un negoci bancari. En 1875, després de la restauració borbònica, va tornar a Espanya i va fundar el Partit Democràtic-Monàrquic, que en 1882 es va fusionar amb Izquierda Dinástica i va acabar dins del Partit Liberal de Sagasta.
Va ser nomenat en 1883 ministre de Governació sota el govern liberal de José Posada Herrera. Des de 1885 va formar part del Partit Liberal, en el qual va col·laborar amb Práxedes Mateo Sagasta com a ministre d'Estat (1885-1888), Governació (1888, 1901 i 1902), Foment (1892), Estat (1892 i 1894) i Ultramar (1897-1898). La seva gestió com a ministre va ser molt rebatuda per l'industrial basc Víctor Chávarri, qui entenia que la gestió de Moret i el tractat amb Alemanya perjudicaven els interessos de la indústria pesant espanyola, aconseguint derrocar-lo del ministeri.
A la mort de Sagasta, va participar en les lluites per la direcció del partit, en dura pugna amb Eugenio Montero Ríos, però la seva falta de resolució i els pocs escrúpols que a vegades havia demostrat, li van tancar el camí. En 1897, sent ministre d'Ultramar, va decretar l'autonomia de Cuba i Puerto Rico, en un intent d'impedir l'emancipació d'ambdues colònies. Prop de 1902 va col·laborar en la creació de l'Institut de Reformes Socials, embrió del futur Ministeri de Treball.

## President
Després de la dimissió d'Eugenio Montero Ríos a causa de la seva intenció de sancionar els militars implicats en els fets del diari Cu-Cut!, va ocupar la presidència del Govern (1905-1906). Durant aquest mandat, va donar suport als militars i va fer aprovar la Llei de Jurisdiccions, que va posar les ofenses a l'Exèrcit i els símbols i unitat d'Espanya sota jurisdicció militar, amb la qual cosa va conjugar en contra seva tots els sectors polítics catalans. Una de les seves armes per lluitar contra ells va ser el suport que va concedir de sotamà a Alejandro Lerroux, qui amb el seu radicalisme demagògic podia apartar del catalanisme les masses obreres barcelonines. L'atemptat de Mateu Morral contra Alfons XIII el maig de 1906 el va forçar a dimitir el juliol de 1906, després d'una gestió en què no havia guanyat cap prestigi, quedant sense majoria suficient en les Corts, encara que va tornar a exercir breument el càrrec del 30 de novembre al 4 de desembre del mateix any, provocant la "crisi del papelito" (novembre), però el Congrés el va fer objecte d'un vot de censura, i el nou govern de Moret va haver de presentar la dimissió al cap de 48 hores d'haver-se format.
Després de la caiguda de Maura, va arribar per última vegada a la direcció del Govern el 21 d'octubre de 1909, però els membres del seu propi partit el van vetar el 9 de febrer de 1910, i el van obligar a retirar-se de la política.

## Caiguda i president del Congrés
Després dels successos de la Setmana Tràgica en 1909, va aconseguir de nou la prefectura del govern succeint Antoni Maura, al mateix temps que exercia la cartera de Governació, però novament va haver de dimitir al febrer de l'any següent en no aconseguir la dissolució de les Corts per obtenir una majoria que recolzés el seu projecte, sent substituït per José Canalejas y Méndez i derrocat pels seus companys de partit, que el van vetar i el van obligar a retirar-se de la política activa. El 1912, quan Canalejas va ser assassinat, el govern del comte de Romanones el va escollir com a president del Congrés dels Diputats, càrrec que va exercir fins a la seva mort.